# Liste malischer Filme
Dies ist eine alphabetische Liste malischer Filme:
- 7000 km plus loin (2005, kilomɛtɛrɛ ba 7 kɔ fɛ)
- A Banna (1980)
- Afrodita, el jardín de los perfumes (1998)
- All about Darfur (2005), Regie: Taghreed Elsanhouri, All about Darfur. In: Filmdatenbank. Afrika Film Festival Köln.
- Ali Farka Touré: Ça coule de source (2000)
- An Be Nɔ do (1980)
- Andanggaman (2000)
- Au clair de la lune (2005/2006), Regie: Leona Goldstein, Au clair de la lune. In: Filmdatenbank. Afrika Film Festival Köln.
- Baara (1978)
- Bamunan (1990)
- Cinq jours d'une vie (1973, ɲɛnamaya dɔ tile duuru)
- Cinéma de notre temps: Souleymane Cissé (1990, mit Souleymane Cissé: An ka waati sinima)
- Cosmic Africa (2002)
- Den Muso (1975)
- Desebagato (1987)
- Djourou, une corde à ton cou (2005)
- Falato (1989)
- Faraw! (1996) Regie: Abdoulaye Ascofare, Faraw! In: Filmdatenbank. Afrika Film Festival Köln.
- Faro - la reine des eaux (2006), Regie: Salif Traoré; Olivier Lorelle, Faro - la reine des eaux. In: Filmdatenbank. Afrika Film Festival Köln.
- Finye (1982)
- Finzan (1989)
- La Genèse (1999) Jenɛsi
- GAO, LA RÉSISTANCE D’UN PEUPLE (2018), Regie:  Kassim Sanogo, GAO, LA RÉSISTANCE D’UN PEUPLE. In: Filmdatenbank. Afrika Film Festival Köln.
- Guimba, un tyran une époque (1995, mit Guimba Nijugu), Regie: Cheick Oumar Sissoko, Guimba - Un Tyran, une Epoquee. In: Filmdatenbank. Afrika Film Festival Köln.
- Haramuya (1995)
- Hamou-Béya (Pêcheurs de sable) (2012), Regie: S. Diarra Andrey, Hamou-Béya (Pêcheurs de sable). In: Filmdatenbank. Afrika Film Festival Köln.
- Kabala (2002), Regie: Assane Kouyaté, Kabala. In: Filmdatenbank. Afrika Film Festival Köln.
- Kasso Den (1980)
- Kiri Kara Watita (1986)
- Mali Blues (2015), Regie: Lutz Gregor, MALI BLUES. In: Filmdatenbank. Afrika Film Festival Köln.
- Min Ye
- Moko Dakhan (1976)
- Moolaadé – Bann der Hoffnung (2004, Moolaadé)
- Le Médecin de Gafire (1986, Gafire dɔkɔtɔrɔ)
- Nyamanton (1986)
- Sia, le rêve du python (2001)
- Ta donna - Au feu (1991), Regie: Adarna Drabo, Ta donna - Au feu. In: Filmdatenbank. Afrika Film Festival Köln.
- Ta Dona (1991)
- Taafé Fanga (1997), Regie: Adarna Drabo, Taafe Fanga - Pouvoir de pagne. In: Filmdatenbank. Afrika Film Festival Köln.
- Timbuktu (2014), Regie: Abderrahmane Sissako, Timbuktu. In: Filmdatenbank. Afrika Film Festival Köln.
- Tinye So (2011), Regie: Daouda Coulibaly, Tinye So. In: Filmdatenbank. Afrika Film Festival Köln.
- The last song before the war (2013), Regie: Kiley Kraskouskas, The last song before the war. In: Filmdatenbank. Afrika Film Festival Köln.
- La Vie sur terre (1998), Regie: Abderrahmane Sissako, La vie sur terre. In: Filmdatenbank. Afrika Film Festival Köln.
- Waati (1995)
- Das Weltgericht von Bamako (2006, Bamako), Regie: Abderrahmane Sissako, Bamako. In: Filmdatenbank. Afrika Film Festival Köln.
- WÙLU (2016), Regie: Daouda Coulibali, WÙLU. In: Filmdatenbank. Afrika Film Festival Köln.
- Yeelen (1987)
- Yɛlɛma donna kow la nankɔrɔla (1978)